# De Pĳp (metropolitana di Amsterdam)
La stazione di De Pĳp è una stazione della metropolitana di Amsterdam, servita dalla linea 52 (Noord/Zuidlijn).
Prende il nome dal quartiere De Pĳp.

## Storia
La stazione entrò in servizio il 21 luglio 2018, con l'attivazione della linea nord-sud.

## Caratteristiche
Si tratta di una stazione sotterranea con due binari e relative banchine in due canne sovrapposte.